# Henri Schwery
Henri Schwery (Saint-Léonard, 14 de junio de 1932 - Ibidem, 7 de enero de 2021) fue un cardenal suizo, obispo emérito de Sion. 

## Biografía
Nacido en Saint-Léonard, diócesis de Sion, un pequeño centro agrícola en el valle de Rosano, a pocos kilómetros de la ciudad de Sion, Suiza. Fue el menor de once hermanos, estudió teología en el seminario mayor de Sion y luego continuó en Roma, en el seminario francés de Santa Clara. En 1957, fue llamado a Suiza para dedicarse a otros estudios. Fue ordenado sacerdote el 7 de julio de 1957 en la edad de veinticinco años. Luego fue enviado a Friburgo y obtuvo un diploma universitario en matemáticas y en física. En 1961 fue profesor en Sion. Durante ocho años, desde 1958, fue capellán diocesano de la Acción Católica de Jóvenes Estudiantes. Desde 1958 hasta 1977, fue capellán militar. Asimismo, en 1958 fue capellán de coro y consejero del Comité Suizo de coros de niños de Nuestra Señora de Sion. De 1968 a 1972 trabajó como director del seminario menor de Sion y rector del Colegio de Sion desde 1972 hasta 1977. El 22 de julio de 1977 fue nombrado obispo de Sion y fue ordenado el 17 de septiembre de 1977. También fue miembro de la Congregación para la Educación Católica (1978-1983), y participó en numerosas reuniones sobre las vocaciones y la evangelización en Europa y en el Sínodo extraordinario de 1985. También es canónigo de honor de la abadía territorial de Saint-Maurice d'Agaunne. También trabajó en la Conferencia Episcopal y en dicasterios para escuelas, seminarios y facultades, capellanes militares, ministerio de la salud, relaciones con las diócesis fuera de Suiza y las Conferencias Europeas. Desde el 1 de enero de 1983 al 31 de diciembre de 1988, fue Presidente de la Conferencia Episcopal Suiza. Es autor de numerosas cartas pastorales y reflexiones bíblico-teológicas sobre la relación entre el pastor y la realidad humana y religiosa de su Iglesia. En 1978 dedicó su primera carta a los vocaciones laicales y sacerdotales. Es obispo emérito de Sion desde el 1 de abril de 1995. Fue creado y proclamado Cardenal por Juan Pablo II en el consistorio del 28 de junio de 1991, con el título de Ss. Protomartiri un Via Aurelia Antica (Santos Protomártires en Via Aurelia Antica). Murió el 7 de enero de 2021 en Saint-Léonard, a la edad de ochenta y ocho años. De acuerdo con sus deseos, fue enterrado en el pequeño cementerio adyacente a la parroquia de Saint-Léonard.

## Algunas obras
- Saints et sainteté: les saints parmi nous. Editions Saint-Augustin. 2008. ISBN 9782880114213.
- L'Eglise dans le monde: Institution, Conclave, Mystère. Editions Saint-Augustin. 2008. ISBN 9782880114497.
- Faut-il restaurer l'Europe?: nouvelle évangélisation. Editions Saint-Augustin. 2007. ISBN 9782880114251.
- Chemins de solidarité: paroles d'évêque, 1978-1995. Editions Saint-Augustin. 2007. ISBN 9782880114220.